# 同学两亿岁
《同学两亿岁》(My Classmate From Far Far Away)，2018年中国偶像剧。本剧改编自瘋丟子的同名小说，由李庚希、朱致灵、梁宝羚、昌隆领衔主演，爱奇艺于2018年5月30日首播。

## 播出时间
| 频道                | 所在地          | 播映日期      | 播出时间 | 备注 |
| ------------------- | --------------- | ------------- | -------- | ---- |
| 爱奇艺 愛奇藝台灣站 | 中国大陆 · 臺灣 | 2018年5月30日 |          |      |

## 演员列表

### 主要演员
| 演員            | 角色          | 介紹 |
| 李庚希/曲尼次仁 | 宣墨/阿部多瑞 | 宣墨喜欢易海蓝，却被他拒绝。屡屡受挫备受打击的女主被闺蜜田晶晶拉去潜水，却在海底无意唤醒沉睡两亿年的外星女元帥阿部多瑞的精神力，融合後摇身一变，成為一个拥有不少特殊技能的超能神奇少女，因為使命，不得已而待在地球上。开挂变成外星人的宣墨各方面实力轻松吊打男主。变身后的女主因为自身的记忆缺失，导致在新生活中意外连连，笑料百出。七區成員 天蠍星系進入精神世代後的第三十二個元帥，在一次遠征中，連帶整個親衛隊全部失蹤。也是唯一精神長佔雲海英魂碑的元帥。 |
| 朱致灵          | 易海蓝        | 原本很喜歡齊扇，經常走在一起。因宣墨驀然靠近身邊，就會倒楣，所以讨厌宣墨。也因为家庭背景困扰着自己，后来遇上了改变过后的宣墨，自己也开始有了变化。最後慢慢的開始喜歡上宣墨 |
| 梁宝羚          | 田晶晶        | 宣墨的閨蜜，因一次的接機事件，瞬時喜歡上愛爾歌並成為一對情侶，愛爾歌因須返回自己的星球，擔心晶晶傷心過度，委請宣墨將晶晶抹去一切有關於愛爾歌相關的記憶。 |
| 昌隆            | 陆宇辰        | 宣墨繼父的兒子，名義上的哥哥，初時極其厭惡宣墨，但在得知她有超能力後，不但替她隱瞞，慢慢的也不怎麼討厭她了，後變成妹奴。後期喜歡上阿鬼，最后与阿鬼结婚。 |

### 其他演员
| 演員   | 角色   | 介紹 |
| 杜双宇 | 爱尔歌 | 逃兵，來自卡勒星球，與宣墨戰鬥，因實力懸殊，最終成為她的跟班，喜歡田晶晶並成為情侶，因須回歸自家星球之故，委請宣墨將晶晶的部分記憶消除。                                                        |
| 刘芳芸 | 齐扇   | 喜歡易海藍，後來放棄這段感情去美國當交換生，回國後擔任礦石研究所研究員，暗地裡為七區秘密成員。再次接觸易海藍後，依舊深深被其吸引，欲續前緣。                                                    |
| 陈希瑀 | 阿鬼   | 七區負責人，因緣際會，漸漸喜歡陸宇辰，後來與他結婚。 |
| 夏紫薇 | 李芳   | 齐扇的閨蜜，亦暗戀易海藍，隨其考取醫學院。 |
| 丁楠   | 谭禄恩 | 易海藍的好友兼死黨 |
| 任彬   | 唐骏   | 東方戰隊的隊長，研究所碩士生，礦石研究所負責人 |
| 費律鋒 | 林國盛 | 宣墨的死對頭,專門研究外來生物。為奪取宣墨殘存的精神力，曾遭受宣墨強力反擊而成一具“永久畏光”的殘障人。用計拐騙外星囚犯，協助治癒其畏光之怪病，與易天齊合謀欲搶奪宣墨小組們再次發現的“金石”碎片。 |
| 武家輝 | 易天齊 | 易海藍的爸爸，投資礦石研究所，借此可讓後代承續更寬廣的經濟領域。 |
| 李敏   | 海明月 | 易海藍的媽媽，早年因故離婚遠嫁他鄉。為了後嫁的丈夫，有多餘的資金周轉，假借思念前夫兒子，借機詐財。                                                                                              |

## 电视剧原声带
| 曲序 | 曲目                         |        | 作曲   | 演唱                                           |
| ---- | ---------------------------- | ------ | ------ | ---------------------------------------------- |
| 1.   | 小流星（片尾曲）             | 汪苏泷 | 汪苏泷 | 汪苏泷、吴映洁                                 |
| 2.   | 让世界领教我的名字（片头曲） | 林乔   | 李煊乐 | 李庚希、梁宝羚、刘芳芸、陈希瑀、夏紫薇、罗绮雯 |
| 3.   | 最想保存的回憶（插曲）       | 林喬   | 姜海威 | 檀健次                                         |